# Нуклеосинтез

Вуглецево-азотний цикл — перетворення чотирьох протонів на α-частинку за участю ядер вуглецю, азоту та кисню, що відбувається в зорях

Нуклеосинтез — процес утворення ядер атомів хімічних елементів під час еволюції Всесвіту.
Світ, який нас оточує, складається з атомів. Атоми, в свою чергу складаються з ядер та електронів, а ядра атомів із нуклонів — протонів та нейтронів. Залежно від числа протонів у ядрі атоми поділяються на різні хімічні елементи. Хімічні властивості атомів визначаються його електронами, але кількість електронів у атомах відповідає кількості протонів, тому саме кількість протонів визначає номер хімічного елемента. Поширеність різних хімічних елементів у природі неоднакова. На Землі найпоширенішим елементом є залізо. У Всесвіті загалом найпоширенішим елементом є водень, другим за поширеністю — гелій.
Водень — найпростіший з хімічних елементів. Основний ізотоп водню має ядро, яке складається з одного протона. Сучасні уявлення про походження та розвиток Всесвіту стверджують, що приблизно 13 млрд років тому у Всесвіті не було інших хімічних елементів крім водню. Точніше, не було навіть водню, бо тоді протони та електрони ще не об'єдналися в атоми. Всесвіт на той час був гарячою плазмою — складався з протонів, електронів та електромагнітного випромінювання. Решта хімічних елементів утворилася у процесі охолодження цієї плазми, під час якого протони об'єднувалися й утворювали більші, складніші ядра. Цей процес називається нуклеосинтезом.
Утворення ядер складніших атомів відбувалося не одразу. Його можна поділити на чотири стадії:
- Перша стадія, впродовж якої утворилися легкі ядра, сталася одразу після Великого вибуху.
- Друга стадія — утворення ядер важчих елементів аж до заліза — відбувається в надрах зір.
- Третя стадія — утворення хімічних елементів, важчих заліза — відбувається під час спалахів наднових.
- Процес четвертого типу — ядерний синтез легких ядер, зокрема 3He, під впливом космічного проміння — триває з невеликою швидкістю весь час.

## Нуклеосинтез впродовж історії Всесвіту
Вважається, що перші нуклони були сформовані з кварк-глюонної плазми під час Великого вибуху, поки вона охолоджувалась нижче двох трильйонів градусів. За кілька хвилин з протонів та нейтронів були сформовані ядра до берилію та літію (обидва з масовим числом 7), тоді як ядра важчих елементів майже не утворились. У цей час могло утворитись трохи бору, але процес зупинився до утворення вуглецю, оскільки цей елемент вимагає куди більшої густини гелію та часу для утворення, ніж було під час первинного нуклеосинтезу Великого Вибуху. Цей процес синтезу практично зупинився через 20 хвилин через падіння температури та густини середовища, коли Всесвіт продовжував розширюватись. Цей первинний процес, нуклеосинтез Великого Вибуху, був першим типом нуклеогенезису, котрий відбувся у Всесвіті.
Наступний нуклеосинтез більш важких ядер вимагає екстремальних температур та тисків, знайдених в ядрах зір та наднових. Ці процеси почались з того, що водень та гелій Великого Вибуху утворили перші зорі за 500 млн років. З тих часів утворення галактик відбувається неперервно у Всесвіті. Елементи, знайдені на Землі, так звані первинні елементи, були створені до утворення Землі зоряним нуклеосинтезом та нуклеосинтезом в наднових зорях. їх атомні числа варіюються від Z = 6 (вуглець) до Z = 94 (плутоній). Синтез цих елементів відбувався або шляхом ядерного синтезу (включаючи як швидкий, так і повільне захоплення кількох нейтронів), або, в меншій степені, шляхом ядерного поділу з подальшим бета-захопленням.

Зірка генерує більш важкі елементи об'єднуючи більш легкі ядра водню, гелію, дейтерію, берилію, літію та бору, котрі були в складні початкового міжзоряного середовища, і, як наслідок, в зірках. Саме тому в міжзоряному газі зменшується кількість цих легких елементів, котрі утворились внаслідок нуклеосинтезу Великого Вибуху. Тому вважається, що відновлення великої кількості цих легких елементів у міжзоряному просторі в нинішньому Всесвіті відновлюється через мільярди років внаслідок проходження через середовище космічних променів, котрі розщепляють важкі елементи на більш легкі. 

Періодична таблиця, котра показує космогенне походження кожного з елементів періодичної таблиці. Елементи від вуглецю до сірки можуть бути утворені невеликими зірками за допомогою альфа процесу. Елементи до заліза утворюються в більших зірках з повільним захопленням нейтронів(s-процес), за котрим викид в міжзоряний простір. Елементи важче заліза утворюються при вибухах наднових зір за допомогою r-процесу за участі густого сплеску нейтронів й швидкого їх захоплення елементом.

## Історія розвитку теорії нуклеосинтезу
Перші ідеї про нуклеосинтез передбачали, що хімічні елементи були створені на початку Всесвіту, але при цьому не можна було визначити раціональний фізичний сценарій цього процесу. Поступово стало зрозуміло, що у Всесвіті куди більше водню та гелію, ніж будь-яких інших елементів. Усі інші елементи становлять лише близько 2 % від загальної маси Сонячної системи та інших зоряних систем. У той же час стало зрозуміло, що вуглець та кисень є наступними двома найчисельнішими елементами, а також, що є тенденція переваги легших елементів, особливо тих, що складаються з цілого числа ядер гелію.
Артур Стенлі Еддінгтон 1920 року вперше запропонував ідею отримання енергії зорями за допомогою перетворення гелію та водню на важчі елементи, що передбачало утворення таких елементів у зорях. Ця ідея не сприймалась, оскільки ядерний механізм не був достатньо вивчений. Перед Другою світовою війною Ганс Бете вперше описав ті механізми, за допомогою котрих водень перетворюється в гелій.
Робота Фреда Гойла з нуклеосинтезу важких ядер вийшла відразу після закінчення Другої світової війни. Його робота пояснювала утворення все важчих ядер, починаючи з водню. Хойл припустив, що водень постійно створюється у Всесвіті з вакууму та енергії, без необхідності Великого Вибуху.
Робота Хойла пояснила як відсотковий вміст елементів змінювався з розвитком Галактики. Потім фізичні уявлення Хойла були розширені в 1960-х роках завдяки вкладам Вільяма Фаулера, Аластера Дж. В. Камерона і Дональда Д. Клейтона, а потім — і багатьма іншими. Робота Е. М. Бербіджа, Г. Р. Бербіджа, Фаулера та Хойла 1957 року є добре відомим оглядом стану справ. У цій статті визначено нові процеси перетворення одних важких ядер на інші в зір, котрі можуть бути задокументовані астрономами.
Власне ідея Великого Вибуху була запропонована 1931 року, задовго до того, як бельгійський фізик Жорж Леметр припустив, що розширення Всесвіту означає, що колись він був точковим. Це привело б всю масу Всесвіту в єдину точку, «первісний атом», до стану, в котрому не існувало простору та часу. Пізніше Хойл охарактеризував модель Лемера жартівливим терміном «Великий вибух», не розуміючи, що модель Леметра необхідна для пояснення існування дейтерію та нуклідів між гелієм та вуглецем, а також принципово великого вмісту гелію не лише в зорях, а й у міжзоряному просторі. Хай там як, але для пояснення хімічного вмісту Всесвіту потрібні обидві моделі нуклеосинтезу.
Метою теорії нуклеосинтезу є пояснення великої різниці вмісту хімічних елементів та їх ізотопів з погляду природних процесів. Основним стимулом для розвитку даної теорії був графіка поширеності елементів залежно від атомного номера. Цей графік має зубчасту, пилкоподібну структуру. Досить важливим стимулом для розвитку цієї теорії була таблиця вмісту елементів, створена Гансом Суесом та Гарольдом Юрі за даними хімічного складу метеоритів. 

## Первинний нуклеосинтез
Первинний нуклеосинтез відбувся впродовж перших трьох хвилин після Великого вибуху. Ядерні реакції, які відбувалися при цьому, показано на рисунку праворуч. В результаті утворилося те співвідношення ізотопів хімічних елементів: протію ≈77 %, гелію-4 (≈23 %), гелію-3 (3 × 10−4 %), дейтерію (5 × 10−5 %) та літію-7 (5 × 10−10 %), яке (з невеликими змінами) спостерігається у Всесвіті сьогодні. Хоча 4He утворюється також внаслідок інших механізмів, наприклад під час альфа-розпаду та реакціях синтезу всередині зір, а 1H може виникнути в результаті радіоактивного розпаду чи у реакціях речовини з космічними променями, більшість цих атомів утворилося саме в результаті первинного нуклеосинтезу, між сотою і трьохсотою секундами після Великого вибуху, коли початкова кварк-глюонна плазма охолодилася, і з неї сформувалися протони та нейтрони. Елементи, важчі від літію, у цей період не утворилися за браком часу. Впродовж цього періоду Всесвіт швидко розширювався, внаслідок чого густина речовини й температура знизилися до рівня, коли швидкість реакцій різко знизилася.

## Нуклеосинтез у зорях
Через багато років після Великого вибуху з хмар космічного газу почали утворюватися зорі. У надрах зір завдяки силам гравітації речовина має настільки високу густину та температуру, що реакції синтезу знову стають можливими. Енергія, що виділяється у цих реакціях, випромінюється в навколишній простір у вигляді електромагнітних хвиль, завдяки чому зорі світяться. Зорі живуть багато мільйонів років. У зорях головної послідовності процес синтезу відбувається шляхом спалювання водню та утворення гелію. У зорях, подібних до Сонця — через протон-протонний ланцюжок, а в гарячіших — через вуглецево-азотний цикл.
Але реакції синтезу в зорях утворюють і хімічні елементі, важчі за літій. Ключовим моментом є утворення ядер вуглецю. Вони можуть утворюватися з трьох альфа-частинок внаслідок потрійного альфа-процесу лише в досить масивних зорях. У подальших реакціях синтезу відбувається захоплення важкими ядрами альфа-частинок (α-процес) і утворюються ядра кисню, неону та магнію. У ще масивніших зорях можливі подальші реакції між ядрами новоутворених елементів, у результаті яких утворюються елементи аж до залізного піку (від кремнію до нікелю). Оскільки в результаті таких реакцій виникають вільні енергійні нейтрони, може відбуватися поступове захоплення їх важкими ядрами (S-процес) із подальшим утворенням невеликої кількості елементів, важчих від заліза.
Продукти нуклеосинтезу із надр зір розповсюджуються у Всесвіті у вигляді планетарних туманностей та зоряним вітром.

## Вибуховий нуклеосинтез
Деякі зорі у своєму розвитку спалахують як наднові. Під час вибуху утворюються елементи, важчі від заліза. Внаслідок утворення потужних потоків високоенергійних нейтронів відбувається захоплення їх атомними ядрами: як повільне (S-процес), так і швидке (R-процес). Деякою мірою цьому сприяє також захоплення важкими ядрами протонів: повільне (P-процес) та швидке (Rp-процес). Внаслідок довгих ланцюжків таких реакцій у деякій кількості утворюються важкі, здебільшого, радіоактивні елементи аж до урану та торію.

## Синтез завдяки космічним променям
Бомбардування зоряної речовини космічними променями є причиною утворення легких елементів, зокрема радіоактивного 3H, а також літію, берилію та бору. Космічні промені, основну частину яких складають швидкі протони, розбивають ядра вуглецю, азоту та кисню, утворюючи, як наслідок, легші елементи[джерело?].

## Незначні механізми та процеси
Штучними способами на Землі створюються дуже невеликі кількості певних нуклідів. Це наше основне джерело, наприклад, технецію. Але певні нукліди також генеруються за допомогою ряду природних причин, котрі продовжувались після того, як були знайдені початкові елементи. Ці методи можна застосовувати для визначення віку мінералів чи відстежування геологічних процесів. Хоча й ці процеси не дають багато нуклідів, але вважаються хорошим джерелом цих нуклідів в природі[джерело?]. 
Ці механізми включають:
- Радіоактивний розпад може призвести до утворення радіогенних дочірніх нуклідів. Радіоактивний розпад деяких довгоживучих початкових ізотопів, як-от уран-235, уран-238, торій-232, утворює багато проміжних дочірніх нуклідів до того, як вони зрештою розпадаються на ізотопи свинцю. Цей механізм забезпечує Землю такими елементами як радон та полоній. Вміст аргону-40 в атмосфері обумовлений головним чином радіоактивним розпадом калію-40 за час утворення Землі. Невеликий відсоток аргону в атмосфері є від початку формування планети. Гелій-4 отримується з альфа розпаду, а гелій, отриманий із земної кори в більшості випадків також не є першопочатковим. В інших видах радіоактивного розпаду, як-от розпад кластерів, викидаються види куди більш масивних ядер (наприклад, неон-20), котрі зрештою стають стабільними атомами.
- Радіоактивний розпад може привести до спонтанного ділення. Це не розпад кластерів, бо продукти ділення можуть бути розділені майже відбудь-якого виду атомів. Торій-232, уран-238 та уран-235 є першопочатковими ізотопами, котрі беруть участь у спонтанному діленні. Таким чином отримують природний технецій та прометій.
- Природні ядерні реакції, викликані радіоактивний розпадом викликають так звані нуклеогенні нукліди. Цей процес відбувається, коли енергетична частинка з радіоактивного розпаду, часто альфа частинка, взаємодіє із ядром іншого атома, аби перетворити того потім на інший нуклід. Цей процес може викликати утворення додаткових субатомних частинок, як-от нейтрони. Нейтрони також можуть утворитись при спонтанному поділі та нейтронній емісії. Ці нейтрони можуть потім продовжувати утворювати нові нукліди внаслідок нейтронного індукування або шляхом захоплення нейтронів. Наприклад, деякі стабільні ізотопи, як-от неон-21 та неон-22 утворюються внаслідок кількох шляхів нуклеогенного синтезу і тому лише частина цих елементів є першопочатковою.
- Ядерні реакції, пов'язані із космічними променями. за домовленістю, ці реакційні продукти не називаються «нуклеогенними» нуклідами, а скоріше космогенними нуклідами. Космічні промені утворюють нукліди на Землі такими ж космогенними методами, котрі обговорювались вище.